# Maurice Clément
Auguste-Maurice Clément est un évêque catholique français. Il a été évêque de Monaco de 1924 à 1936.

## Biographie
Auguste-Maurice Clément est né à Ormesson, commune d’Enghien-les-Bains, le 26 juin 1865. Il est le fils du sénateur Léon Pierre Clément.
Élève à l’École des Chartes en 1887, ily obtient le diplôme d'archiviste paléographe le 30 janvier 1890, avec sa thèse intitulée Étude sur les communautés d’habitants dans la province du Berry, plus tard publiée dans la Revue du Centre, t. XII à XV. Il est également licencié en droit à la faculté de Paris.
Élève au grand séminaire Saint-Sulpice à Issy-les-Moulineaux puis du séminaire français de Rome, il est docteur en droit canonique en 1894.
Ordonné prêtre le 8 juillet 1894, il devient aumônier du lycée Janson-de-Sailly puis aumônier auxiliaire de la Maison d'éducation de la Légion d'honneur en 1897. En 1902, il devient secrétaire particulier du cardinal Richard, archevêque de Paris, et chanoine honoraire de la cathédrale puis chanoine titulaire le 30 octobre 1907. En 1910, il est également nommé inspecteur de la Société française d'archéologie pour le département du Cher.
Il est nommé évêque de Monaco par une bulle du 26 avril 1924, sacré à Notre-Dame de Paris le 2 juillet 1924, et intronisé le 19 octobre 1924. En tant qu'évêque, il accorde une grande importance à l'enseignement doctrinal au point d'écrire 44 lettres pastorales en douze ans d'épiscopat.
Le 22 juin 1927, il pose et bénit la première pierre de l’église du Sacré-Cœur de Monaco, en présence de la princesse Charlotte de Monaco.
Il démissionne le 2 mars 1936 et reçoit le titre d’évêque in partibus d’Algiza.
Il meurt à Paris, rue Denfert-Rochereau, le 3 mars 1939.

## Publication
- Vie du cardinal Richard, archevêque de Paris, 1924. prix Montyon
- Lettre pastorale de S. G. Mgr Maurice Clément, évêque de Monaco, sur la charité envers les malades et mandement sur le saint temps de Carême de l'an de grâce 1926, 17 pages, imprimerie Rives d’Azur.
- Une paroisse berrichonne, Orsennes. Trace du Passé, Paris, de Gigord, 1938.